# 庫奎希納 (夏威夷州)
庫奎希納（英語：Kukuihaele）是位於美國夏威夷州夏威夷縣的一個人口普查指定地區。

## 地理
庫奎希納的座標為20°07′10″N 155°34′16″W / 20.11944°N 155.57111°W，而該地最高點為海拔高度222米（即730英尺）。

## 人口
根據2010年美國人口普查的數據，庫奎希納的面積為5.90平方千米，當中陸地面積為4.40平方千米，而水域面積為1.50平方千米。當地共有人口336人，而人口密度為每平方千米56人。